# Bouchraya Hammoudi Beyoun
Bouchraya Hammoudi Bayoun (in arabo بشرايا حمودي بيون‎?; Dakhla, 9 luglio 1954) è un politico saharawi, Primo ministro della Repubblica Democratica Araba dei Sahrawi dal 13 gennaio 2020.
Ex ambasciatore in Algeria, è già stato primo ministro della Repubblica Sahrawi due volte.

## Biografia
Bouchraya è nato a Dakhla nel 1954. Ha studiato Economia all'Università di Havana, a Cuba. Parla Hassaniya (una varietà di arabo) e spagnolo. Ha ricoperto varie posizioni nel governo saharawi in esilio. Ha iniziato la sua carriera politica come Ministro del Commercio e dello Sviluppo quando l'ex Ministro dell'Educazione, Mohamed Lamine Ould Ahmed, è diventato Primo Ministro nel dicembre 1985.
Fu scelto come Primo Ministro nel 1993 e ha servito per un mandato di due anni. Successivamente ha ricoperto il ruolo di Ministro dello Sviluppo Economico e del Commercio. In seguito è tornato a essere Primo Ministro tra il 1999 e il 2003, periodo in cui ha anche ricoperto il ruolo di Ministro dell'Interno.
Durante il suo secondo mandato da Primo Ministro, Bouchraya ha chiesto un rinnovato impegno per il mandato della Missione delle Nazioni Unite per il Referendum nel Sahara Occidentale e si è impegnato ad accettare l'esito di un referendum libero, indipendentemente dall'opinione popolare a favore dell'integrazione con il Marocco. È stato anche critico nei confronti del nuovo re Muhammed VI del Marocco, affermando che stava violando i diritti del popolo saharawi.
Bouchraya è stato nominato rappresentante del POLISARIO per la Spagna nel 2008, sostituendo Brahim Ghali, che divenne ambasciatore della Repubblica Sahrawi ad Algeri. Quando Brahim Ghali è diventato presidente della RASD (Repubblica Araba Sahrawi Democratica), Bouchraya lo ha sostituito come rappresentante della RASD ad Algeri.